# Шульц, Карл Густав
Карл Густав Шульц (нем. Karl Gustav Schulz; 1792 — 18 июня 1856) — прусский военный специалист, военный историк, публицист, редактор, журналист.

## Биография
Родился в 1792 году.
Как ландвер, был призван на военную службу Обер-лейтенантом во время военных действий против наполеоновской Франции 1813—1815 гг., завершив кампанию лейтенантом.
В 1818 году произведён в капитаны; в 1831 году сменил Карла Риттера в должности начальника учебной части кадетского корпуса в Берлине.
С 1837 года — адъютант генерального инспектора военного образования. В 1847 году вышел в отставку в звании полковника.
Важнейший труд Шульца — 15-томная «История войн в Европе после 1792 года» (нем. Geschichte der Kriege in Europa seit dem Jahre 1792; 1827—1853, первые тома в соавторстве с Фридрихом Вильгельмом фон Шютцем. Выступал также как публицист, некоторое время редактировал газету Berlin Politische Wochenblatt.
Умер в Берлине 18 июня 1856 года.